# Cmentarz parafialny w Dobrzyniu nad Wisłą
Cmentarz parafialny w Dobrzyniu nad Wisłą właściwie cmentarz parafii Wniebowzięcia Najświętszej Maryi Panny w Dobrzyniu nad Wisłą – cmentarz rzymskokatolicki położony w mieście Dobrzyń nad Wisłą, w województwie kujawsko-pomorskim, w powiecie lipnowskim.

## Historia
Cmentarz powstał w pierwszej połowie XIX wieku. Wpisany jest do rejestru zabytków i objęty wpisem do Gminnej Ewidencji Zabytków.
W latach 2007–2022 istniała Fundacja Odnowy Zabytków Cmentarza w Dobrzyniu nad Wisłą im. Kandyda Machczyńskiego. 

## Znane osoby pochowane na cmentarzu
- Czesław Bender (1943–2023) – polski samorządowiec, burmistrz Dobrzynia nad Wisłą w latach 1990–2006[4][5]
- Władysław Skrzypiński (1912–1980) – polski działacz konspiracji niepodległościowej podczas II wojny światowej, komendant Rejonu  POZ-„Znak” Dobrzyń nad Wisłą, kawaler Krzyża Walecznych[6]